# Acide 3-méthylglutaconique
L’acide 3-méthylglutaconique est un composé chimique de formule HOOC–CH=C(CH3)–CH2–COOH. C'est un acide dicarboxylique dont l'accumulation dans l'urine est associée à l'acidurie 3-méthylglutaconique.